# Священная лига (1571)
Свяще́нная ли́га (исп. Liga Santa, итал. Lega Santa) — коалиция католических государств, существовавшая в период с 1571 по 1573 годы и образованная с целью борьбы против османской экспансии, в частности, стремления турок установить контроль над восточным Средиземноморьем.

## Предыстория
После расторжения Османской империей в 1570 году мирного договора с Венецианской республикой и открытой подготовки Селимом II вторжения на Кипр последняя обратилась за помощью к католическим государствам. Помощь венецианцам оказали папа Пий V и испанский король Филипп II, однако экспедиция коалиционных сил на Кипр закончилась провалом, и вскоре остров был захвачен турками (1571). Неудача экспедиции стала большим ударом и для Венеции, и для папства. Пий V пришёл к выводу, что главное препятствие взаимопонимания между Венецией и Испанией состояло в том, что Венеция заботилась о безопасности своих колоний в Леванте, тогда как Испанию гораздо больше беспокоила угроза её собственным владениям в Северной Африке со стороны вассалов султана.

## Создание и военные действия
В 1570 году Пий V созвал собрание для урегулирования разногласий и оформления новой коалиции. Благодаря его дипломатическим усилиям 25 мая 1571 года в соборе Святого Петра был официально оглашён договор о создании новой Священной лиги. Подписавшие договор государства обязались совместными усилиями снарядить 200 галер, 100 транспортных судов, подготовить 50 тысяч пехотинцев и 4,5 тысячи кавалеристов, а также артиллерию и припасы в необходимом количестве. Эти силы должны были собираться каждый год (самое позднее в апреле) дабы участвовать в летней кампании там, где сочтут нужным. Испания брала на себя половину военных расходов, Венеция — треть, папа — одну шестую.  
7 октября 1571 года объединённый флот Священной лиги под командованием дона Хуана Австрийского нанёс туркам сокрушительное поражение в третьей битве при Лепанто. Эта победа произвела огромное впечатление на Европу, однако решающей роли в войне не сыграла. Союзники, между которыми обострились разногласия, не развили успех, разойдясь на зимние квартиры. Туркам удалось быстро восстановить свой флот, и дальнейший ход боевых действий складывался в их пользу.

## Распад
1 мая 1572 года скончался Пий V, и это лишило Священную лигу главного организующего начала. Испания под разными предлогами затягивала выход в море. Через год после Лепанто союзный и турецкий флоты всё же вновь встретились, на этот раз у Модона. Какое-то время они стояли друг напротив друга (турки — в гавани, корабли Священной лиги — на внешнем рейде); союзникам было известно, что Модон — неподходящее место для длительного размещения большого флота. Однако дон Хуан Австрийский внезапно объявил, что не может дольше оставаться в греческих водах и возвращается на запад; папский адмирал Колонна принял его сторону. Венецианцы безуспешно пытались убедить короля Испании в необходимости продолжения совместных действий против турок, но его внимание уже было отвлечено событиями в Нидерландах. Новый римский папа Григорий XIII также не был заинтересован в продолжении войны. Священная лига фактически прекратила своё существование. Брошенная союзниками, Венеция была вынуждена принять продиктованные турками условия мира. 3 марта 1573 года был подписан мирный договор, по которому Кипр оставался под властью турок, а Венеция выплачивала солидную контрибуцию. В следующем году Селим II захватил Тунис. Все ключевые коммуникации на Средиземном море вновь оказались в руках турок.